# David Dixon Porter
Pour les articles homonymes, voir David Porter et Porter.
David Dixon Porter (8 juin 1813 - 13 février 1891) est un amiral de l'United States Navy, durant la guerre de Sécession.

## Biographie

### Jeunesse
David Dixon Porter est né à Chester, en Pennsylvanie le 8 juin 1813. Il est le fils de David Porter et Evalina (Anderson) Porter. La famille avait de fortes traditions navales, son père, également nommé David, ayant été capitaine d'un navire au Massachusetts durant la guerre d'indépendance américaine.
David Dixon Porter obtient une nomination officielle comme aspirant dans la marine américaine par son grand-père William Anderson (en), membre du Congrès américain. La nomination est datée du 2 février 1829, quand il a seize ans, ce qui est un peu plus âgé que la plupart des aspirants. En raison de sa relative maturité et de son expérience plus grande que celle de la plupart des lieutenants de marine, Porter avait une certaine tendance à être arrogant et à remettre en question certains de ses supérieurs, ce qui conduisit à des conflits.
Porter débuta comme aspirant dans une frégate, le navire amiral du commodore Daniel Patterson, de juin 1832 à octobre 1834. Après cette affectation, il termina l'examen pour passer aspirant.
Porter et Georgy Patterson se marièrent le 10 mars 1839. De leurs quatre fils, trois eurent des carrières militaires, et leurs deux filles se marièrent à des officiers.
En mars 1841, Porter est promu au grade de lieutenant. Il passe un temps de service en Méditerranée, puis est affecté au Bureau hydrographique de la Marine des États-Unis.
En 1846, les États-Unis annexèrent la république du Texas. Certaines îles Caraïbes semblaient être des territoires envisageables pour une nouvelle expansion du pays. La République de Saint-Domingue s'était détachée de la République d'Haïti en 1844. L'intérêt de la baie de Samana (République Dominicaine) pour les opérations de l'US Navy attirait l'attention de cette dernière. Le secrétaire d'État James Buchanan demanda donc à Porter d'entreprendre une mission d'information, et le 15 mars 1846, il arriva à Saint-Domingue et y passa deux semaines à cartographier le littoral. Le 19 mai, il commence un périple à travers l'intérieur du pays, qui le laissa sans communication pendant un mois. Le 19 juin, il sort de la jungle, mordu par des insectes, mais avec les informations que le département d'État attendait. C'est pendant cette mission que débuta la guerre américano-mexicaine.

### Guerre américano-mexicaine
La marine mexicaine, à l'époque de la  guerre américano-mexicaine, était inexistante, et le personnel de la marine américaine n'eut guère l'occasion de se distinguer.
Porter fut nommé premier lieutenant de la canonnière USS Spitfire Sidewheel sous le commandement de Josiah Tattnall. Le Spitfire était à Veracruz, lorsque le général Winfield Scott mena l'assaut amphibie sur la ville, qui était protégé par une série de forts. Porter avait passé de nombreuses heures à explorer le château quand il était aspirant. Sur cette base, il présenta un plan pour l'attaque du château au capitaine Tattnall. Le Spitfire et d'autres navires prirent d'abord part au bombardement du fort. Le 13 juin 1847, Matthew C. Perry monta une expédition pour s'emparer de la ville. Porter conduisit une charge avec 68 marins et captura le fort défendant la ville. Perry récompensa Porter pour son initiative, en le nommant capitaine du Spitfire. C'était son premier commandement.

### Guerre civile

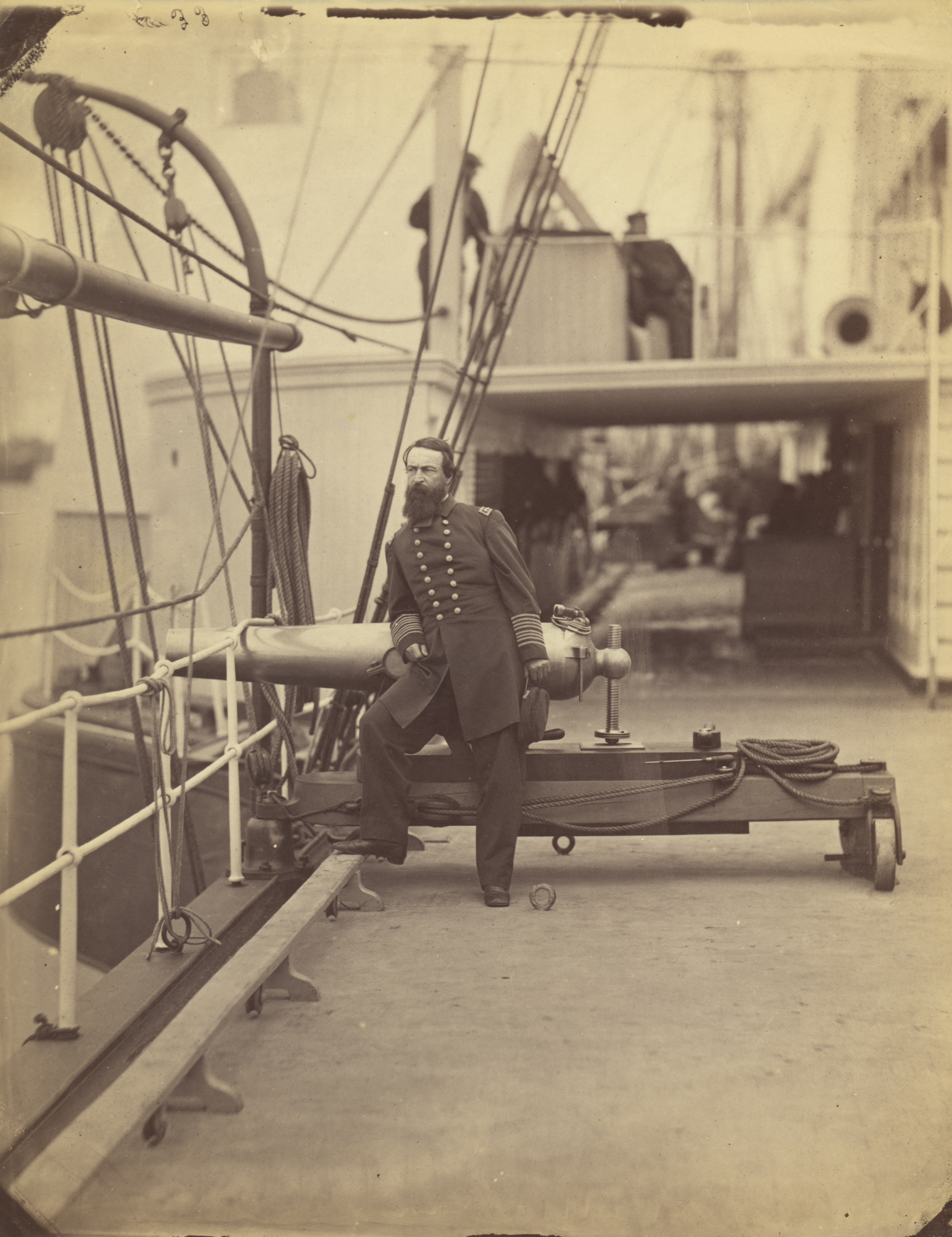
David Dixon Porter durant la guerre civile.

Au début de la sécession, les États du sud revendiquèrent les forts fédéraux sur leur territoire, à savoir celui de Fort Sumter en Caroline du Sud ainsi que les forts Pickens et Jefferson de Floride. Après l'attaque contre Fort Sumter, le président Abraham Lincoln décida de ne pas céder ces forts sans combattre. Le secrétaire d'État William H. Seward, le capitaine Montgomery C. Meigs de l'armée américaine, et Porter conçurent un plan pour soutenir Fort Pickens. L'élément principal de leur programme devait être l'utilisation de la frégate à vapeur l'USS Powhatan, qui serait commandée par Porter et porterait des renforts au fort.

#### Prise de la Nouvelle-Orléans - 1862
À la fin de 1861, le Département de la Marine commence à élaborer des plans pour ouvrir le fleuve Mississippi aux troupes de l'Union. Le premier mouvement serait de s'emparer de la Nouvelle-Orléans, en Louisiane. Pour cela Porter, maintenant au grade de commandant, est chargé d'organiser une flottille d'une vingtaine de bateaux, dépendant de l'Escadron de l'ouest du golfe du Mexique sous le commandement du capitaine David G. Farragut.
Le bombardement de Fort Jackson et de fort Saint-Philippe débuta le 18 avril 1862. C'est la bataille de Forts Jackson et Saint Philip. Porter avait annoncé que deux jours de feu concentré suffiraient à réduire les forts, mais au bout de cinq jours, ceux-ci semblaient plus solides que jamais, et les mortiers commençaient à manquer de munitions. David Farragut, qui avait peu confiance dans ces armes, pris alors la décision de contourner les forts pendant la nuit du 24 avril. La flotte passa avec succès devant les forts, les mortiers bombardant ceux-ci lors du passage dans le but de distraire les artilleurs ennemis. Une fois la flotte en amont des forts, plus rien de significatif ne se dressait entre eux et la Nouvelle-Orléans. Parvenue devant celle-ci, Farragut s'empara de la ville sans grande résistance, un contrôle total par l'Union étant obtenu le 1er mai 1862. À l'embouchure du fleuve, la reddition des deux forts, toujours soumis au bombardement des mortiers, fut acceptée par le commandant Porter le 28 avril 1862.

#### La prise de contrôle du Mississippi et la bataille de Vicksburg - 1862-1863
Suivant les ordres du Ministère de la Marine, Porter emmena sa flottille capturer d'autres points d'appui sur le fleuve, dans le but d'une prise de possession complète du fleuve Mississippi, prise de contrôle permettant de couper en deux les territoires rebelles.
À l'été 1862, Porter aida la flotte de Farragut à passer devant Vicksburg (Mississippi), et à établir le contact avec une flotte venue du Nord. Mais la forteresse de Vicksburg resta au main de la Confédération.
Peu après l'épisode de Vicksburg, l'US Navy fut largement réorganisée. Parmi les modifications, on trouvait un nouvel ensemble de grades, allant d'enseigne à contre-amiral. 

Un autre aspect de la réorganisation fut de transférer la flottille canonnière de l'Ouest de l'autorité de l'armée de terre à celui de la marine, en la rebaptisant « Escadre du Mississippi ». Le changement de titre impliquait que cette flottille était considérée comme équivalente aux autres escadres de la Navy, de sorte que son commandant devait être contre-amiral. Le commandant de la flottille, le général Charles H. Davis est donc transféré à la marine, et nommé contre-amiral. Rapidement rappelé à Washington pour servir en tant que chef du bureau de la navigation, il est remplacé par David Porter (malgré les hésitations du secrétaire à la marine Gideon Welles, qui le perçoit comme « un mélange de traits positifs et négatifs », et celui-ci devient contre-amiral, sans passer par les grades intermédiaires de capitaine et de commodore.
Le 9 octobre, il quitte Washington pour son nouveau commandement dans l'Illinois le 15 octobre 1862.
Au cours de l'année 1863, la flotte de Porter participa à la campagne de Vicksburg, campagne menée par le major-général Ulysses S. Grant et l'armée du Tennessee, et qui se termina par la prise de ce bastion confédéré, le 4 juillet 1863. Il commande sept ironclads lors de la bataille de Grand Gulf le 29 avril 1863. Pendant la campagne, la flotte joua un rôle assez important dans 3 domaines : transport des troupes fédérales, bombardements des batteries rebelles, et blocus naval de la cité.

#### La campagne de lared river- 1864

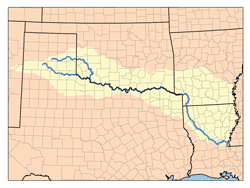
Carte de la Red River, entre la Louisiane et le Texas.

Après l'ouverture du Mississippi, les forces de l'armée de l'Union font campagne à travers la Louisiane et au Texas, le long de la Red River, entre mars et mai 1864.
Le but avoué était d'étendre le contrôle de l'Union sur le Texas. C'est la campagne de Red River. Porter et le commandant des forces terrestres de l'Union, le général Nathaniel Prentice Banks eurent un certain mal à coopérer, et après la défaite de Banks, la flotte dut se replier avec certaines difficultés.

#### La prise du Fort Fisher (Wilmington) - 1864

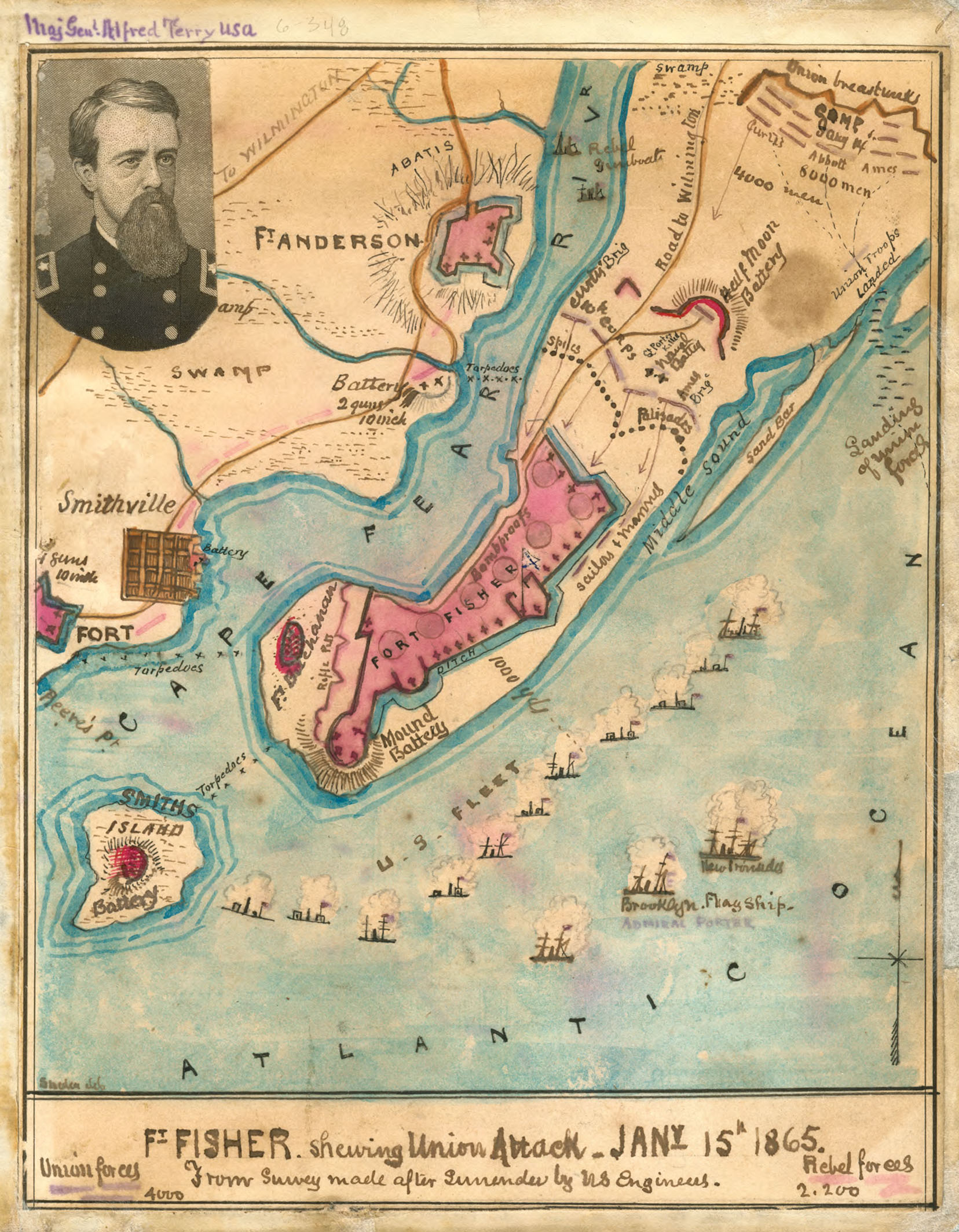
Carte du fort.

À la fin de l'été 1864, le seul port confédéré restant en mesure de forcer le blocus imposé par la flotte de l'Union est  Wilmington, en Caroline du Nord. 

Le Département de la Marine planifie donc une opération pour le prendre. Sa défense était importante, grâce entre autres au Fort Fisher. Porter est rappelé de l'Est pour préparer une attaque contre Fort Fisher.
Le général de brigade Benjamin Franklin Butler commande l'armée de terre. Butler proposa que le fort soit détruit en y faisant exploser un navire rempli de poudre à canon, et Porter accepta l'idée car en cas de succès, le système aurait permis d'éviter un long siège ou un assaut frontal sanglant. En conséquence, le vieux bateau à vapeur USS Louisiane fut transformé en brûlot et sauta contre la fort au petit matin du 24 décembre 1864. Il n'y eut cependant aucun effet perceptible sur le fort. Le général Butler, convaincu que l'opération était désormais sans espoir retira ses forces sans mener l'assaut prévu.
Porter, rendu furieux par la pusillanimité de Butler, alla voir Ulysses S. Grant et exigea le renvoi de Butler. Grant accepta et chargea le général Alfred H. Terry d'un deuxième assaut sur le fort. Celui-ci commença le 13 janvier 1865, les débarquements étant soutenus par le bombardement du fort par la flotte. Porter imposa de nouveaux modes de bombardement, chaque navire étant chargé de poursuivre un objectif précis, avec l'intention de détruire les armes de l'ennemi plutôt que de faire tomber les murs. Le bombardement continua pendant deux jours. Le 15 janvier 1865, le fort tomba. Ce fut la dernière opération significative navale de la guerre.

### Après Guerre

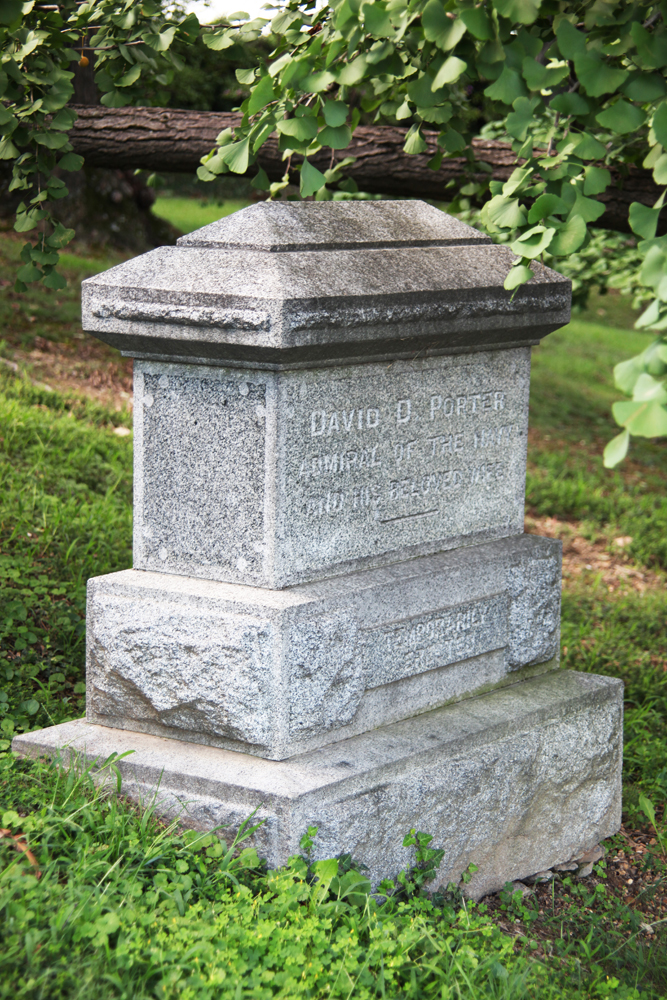
Tombe de Porter au cimetière d'Arlington.

À la fin de la guerre, Porter est nommé à l'académie navale d'Annapolis en 1865. L'académie n'avait guère contribué à préparer les hommes pour les tâches que l'on attendait d'eux pendant la guerre.
Porter décida de changer cela et d'en faire le rival de l'Académie militaire de West Point. Le programme fut révisé afin de refléter la réalité de la vie marine, les sports furent encouragés et la discipline fut plus strictement appliquée.
Lorsque son ami Ulysses S. Grant devient président en 1869, il nomma Adolph Edward Borie en tant que Secrétaire à la Marine des États-Unis. Borie n'avait pas de connaissance particulière de la marine, et il se tourna vers Porter pour le conseiller. En peu de temps, Borie s'en remit à lui pour les questions courantes. 

Porter utilisa son influence auprès du secrétaire pour pousser plusieurs politiques visant à façonner la marine comme il le pensait souhaitable. Borie fut fortement critiqué pour son incapacité à contrôler son subordonné, et après trois mois, il dut démissionner. Le nouveau secrétaire, George Robeson, réduisit rapidement les pouvoirs de Porter.
En 1866, le grade d'amiral fut créé dans l'US Navy. David G. Farragut, son ancien commandant, fut nommé premier amiral de la nation, et Porter devint vice-amiral en même temps. En 1870, Farragut décéda, et il était initialement prévu que Porter serait promu à ce poste.
Finalement, il ne sera qu'amiral en second, après bien des controverses provoquées par ses nombreux ennemis. Parmi eux se trouvaient plusieurs hommes politiques très puissants, y compris quelques-uns des généraux venus après la guerre à la politique. Malgré le prestige de son rang élevé, ils parvinrent à réduire l'influence de Porter.
Pendant les vingt dernières années de sa vie, il eut peu à voir avec les opérations de la marine.
Porter s'est tourné vers l'écriture, la production de mémoires qui sont parfois d'une fiabilité douteuse, mais donnent un aperçu de ses propres convictions et de son caractère. Il a également écrit une fiction qui n'a pas résisté à l'épreuve du temps. Après vingt ans de semi-retraite, sa santé commença à céder. À l'été 1890, il eut une crise cardiaque et y survécut, mais sa santé était clairement en déclin. Il mourut à l'âge de 77 ans, le matin du 13 février 1891.
Le mémorial Smith, à la jonction de South Concourse Drive et Lansdowne Drive à Philadelphie, comprend un buste à son effigie réalisé par de Charles Grafly (en).

## Grades
- Midshipman - 2 février 1829.
- Passed Midshipman - 3 juillet 1835.
- Lieutenant - 27 février 1841.
- Commander - 22 avril 1861.
- Rear Admiral - 4 juillet 1863.
- Vice Admiral - 25 juillet 1866.
- Admiral of the Navy - 15 août 1870.